# Gymnastes nigripes
Gymnastes nigripes là một loài ruồi trong họ Limoniidae. Chúng phân bố ở miền Australasia.